# Feniltriazin
Feniltriazini su klasa molekula koji se sastoje od fenil grupe i triazinske grupe. Ti molekuli su farmakološki važni. Lamotrigin je derivat feniltriazina koji se koristi kao antiepileptik. Bilo je pokazano da je koristan u lečenju epilepsije i manično-depresivne psihoze.